# Дилер (серия фильмов)
«Дилер» — трилогия фильмов датского режиссёра и сценариста Николаса Виндинга Рефна, «микроэпическая документальная драма о наркосцене Копенгагена». Первая картина цикла, снятая начинающим режиссёром на скромный бюджет при помощи ручной камеры, была с восторгом принята в Европе и обрела культовый статус в родной стране Рефна. К своему успешному дебюту постановщик вернулся спустя девять лет — из-за финансовых трудностей, возникших после коммерческого провала ленты «Страх „Икс“». Второй фильм, ставший наиболее драматичной частью трилогии, был тепло встречен критикой и получил ряд кинопремий стран Северной Европы. Заключительная часть серии, тяготеющая к эстетике чёрного юмора, хоть и не была отмечена призами, но славилась кинокритиками не менее предыдущих.

## Создание
Съёмки «Дилера» совпали с началом роста популярности датского кино в США, причиной которому стала провозглашённая Ларсом фон Триером «Догма 95». В то время, как Николас Виндинг Рефн вместе с начинающими актёрами работал над фильмом в условиях строжайшей экономии, его отец редактировал плёнку фон Триера «Рассекая волны». Николас Виндинг позаимствовал из манифеста соотечественника некоторые принципы, такие как использование ручной камеры, синема верите и натурализм. Готовую работу наотрез отказались принимать организаторы кинофестивалей и лишь благодаря счастливой случайности некий британский дистрибьютор увидел ленту на рынке в Берлине и взял её для проката в Соединённом Королевстве. «Это был славный момент» — вспоминал позже Рефн — «Фильм сделал больше, чем я когда-либо мог подумать — он покинул Копенгаген. Для меня это было всё равно что сделать „Звёздные войны“». Последовавшему триумфу этой криминальной драмы в Европе в немалой степени способствовал именно положительный отклик британских критиков.
В 2003 году Рефн предпринял первую попытку снять кино за пределами Дании. Постановщика ждала неудача — срежиссированный в Лос-Анджелесе «Страх „Икс“» потерпел финансовый крах, оставив Николасу Виндингу долг в размере около миллиона фунтов стерлингов. Режиссёр был вынужден практически вернуться к истокам своей карьеры и начать путь сначала, опасаясь при этом не достигнуть уровня своего лучшего фильма. Рискованное предприятие увенчалось успехом и позволило Рефну рассчитаться с долгами, хотя для того, чтобы упрочить свой материальный статус датчанину всё же пришлось побыть в роли режиссёра по найму — снимая эпизод для британского телесериала «Мисс Марпл Агаты Кристи». Впоследствии Николас Виндинг признавался: «Я всегда чувствовал, что это был фильм, где я позволил себе опустить планку. Это не даёт мне покоя. Хотя если бы я не прошёл через этот опыт, я не смог бы сделать „Дилера“ 2 и 3».

## Реакция
В обзорах кинотрилогии нередки сравнения работ Николаса Виндинга Рефна с творчеством американских режиссёров Квентина Тарантино — в плане изображения жестокости — и Мартина Скорсезе — из-за пристрастия к длинным неразбитым дублям. Несмотря на это, рецензентами неоднократно подчёркивался самобытный, «отчётливо неголливудский» стиль датчанина: «американские криминальные триллеры выросли настолько раздутыми поп-культурой и тестостероном, что эти три датских нуара поражают своей сдержанностью и особым вниманием к персонажам». Критиками отмечалось, что несмотря на десятилетний промежуток между первой и последней картиной, трилогии характерна связующая визуальная стилистика и общие темы — чести, семьи, жестоких превратностей судьбы — но каждой ленте присущи свои резонансы.

## Сюжетные моменты
Дилер
Неделя из жизни датского наркоторговца Франка: в понедельник он не зная горя развлекается и дурачится на пару со своим сообщником Тонни, но уже в воскресенье герой, преданный друзьями и погрязший в многотысячных долгах, с ужасом представляет себе картины расправы, уготованной ему сербским наркодилером Мило.
Дилер 2
Бывший напарник Франка, вечный неудачник Тонни, без гроша за душой выходит из тюрьмы на волю, где его ждут незапланированный ребёнок от наркозависимой проститутки и жестокосердный отец — криминальный авторитет, занимающийся организацией угона автомобилей.
В одной из сцен появляется Мило, кратко упоминающий бегство Франка из Копенгагена, из чего можно сделать вывод, что герой первого фильма остался в живых.
Дилер 3
Сутки из жизни стареющего Мило, пытающегося одновременно устроить праздник в честь дня рождения дочери, уладить дела с партнёрами по бизнесу и побороть свою наркозависимость.
В заключительной части трилогии вернулись товарищи Мило Радован и Бранко. В одной из сцен появляется сообщник Тонни Курт. Заметно расширены роли Мухаммеда и Майка, прежде эпизодически появлявшихся в качестве торговца оружием и культуриста соответственно.

## Актёры и персонажи
| Персонаж | Фильм           | Фильм                | Фильм           |
| Персонаж | Дилер           | Дилер 2              | Дилер 3         |
| -------- | --------------- | -------------------- | --------------- |
| Франк    | Ким Бодния      |                      |                 |
| Тонни    | Мадс Миккельсен | Мадс Миккельсен      |                 |
| Мило     | Златко Бурич    | Златко Бурич         | Златко Бурич    |
| Радован  | Славко Лабович  |                      | Славко Лабович  |
| Бранко   | Ваня Байичич    |                      | Ваня Байичич    |
| Курт     |                 | Курт Нильсен         | Курт Нильсен    |
| Мухаммед |                 | Ильяс Аджак          | Ильяс Аджак     |
| Жанетт   |                 | Линсe Кесслер        | Линсe Кесслер   |
| Майк     | Левино Йенсен   |                      | Левино Дженсен  |
| Вик      | Лаура Драсбек   |                      |                 |
| Хассе    | Петер Андерссон |                      |                 |
| Герцог   |                 | Лейф Сильвестр       |                 |
| Шарлотта |                 | Анне Сёренсен        |                 |
| О        |                 | Эйвинд Хаген-Траберг |                 |
| Милена   |                 |                      | Маринела Декич  |
| Рексо    |                 |                      | Рамадан Хусейни |
| Луан     |                 |                      | Куйтим Локи     |

## Название
Фильм под названием «Дилер» выпущен московским ООО «Флагман Трейд» летом 2013 года. Такой перевод английского слова неточен. Пушером (pusher, от англ. to push — толкать) принято считать уличного «толкача», торговца наркотиками, продающего товар в штучной, мелкой расфасовке, в том время как под дилером (dealer, от англ. deal — сделка, соглашение) обычно понимают посредника между оптовым поставщиком и розничным торговцем. Так, например, герой трилогии Мило — дилер, а его «лучший друг в Копенгагене» Франк — пушер.